# Jean Fautrier
Jean Fautrier (Parigi, 16 maggio 1898 – Châtenay-Malabry, 21 luglio 1964) è stato un pittore e scultore francese.

## Biografia
È stato uno degli esponenti maggiori del Tachisme. Insieme a Jean Dubuffet fu una delle principali figure dell'arte informale. Partecipò alla XXX Esposizione internazionale d'arte di Venezia.
Nonostante la frequentazione della Royal Academy e della Slade School of Art di Londra, città dove visse con la madre tra il 1908 e il 1914, egli si orienta ben presto verso forme espressive anticonvenzionali ed estreme che, muovendo da Turner, tendono a una progressiva e metodica dissoluzione della forma.
Nell'inquietante serie degli Ostaggi, realizzata tra il 1943 e il 1945, l'artista ha già messo a punto un proprio linguaggio di fortissima e tragica espressività, utilizzando il colore non più come tale, ma in quanto puro elemento materico, ora ricco e colante, ora grinzoso e rarefatto, a seconda delle aggiunte di colla, segatura, olio altre sostanze ancora. Anche il poeta Giuseppe Ungaretti fu un grande ammiratore degli «Ostaggi» di Fautrier. La celebre serie prende spunto dall'esperienza personale di Fautrier. Egli, infatti, partecipa alla Resistenza francese e da partigiano antinazista ha modo di assistere alle atrocità che i soldati tedeschi compivano sui prigionieri (gli Ostaggi, appunto) nel cortile di una prigione che egli poteva osservare dal contiguo ospedale psichiatrico dove si era rifugiato.
Testa d'ostaggio n. 14 risale al 1944 e allude, pur al di fuori di qualsiasi riconoscibilità figurativa, alla testa di un partigiano morente. Il colore, allora, si fa materia densa, quasi melmosa, lavorata a spatola e percorsa da cretti violacei che ne interrompono violentemente la continuità.

## Jean Fautrier nei musei
- Fondazione Biscozzi Rimbaud, Lecce
- Galleria d'arte moderna e contemporanea, Bergamo
- Collezione Roberto Casamonti, Firenze